# Румен Николов (драматург)
Вижте пояснителната страница за други личности с името Румен Николов.
Румен Николов е български сценарист, поет и драматург.

## Биография и творчество
Румен Николов е роден на 9 декември 1951 г. в гр. София. Завършва средно образование в 32 СПУ „Св. Климент Охридски“ през 1970 г., а висше специалност Българска филология в СУ „Св. Климент Охридски“ през 1980 г.
Творческият път на Румен Николов е дълбоко свързан с Детската редакция на Българската национална телевизия, където започва работа през 1972 г. През целия си творчески път работи в БНТ т. като през това време усвоява много от професиите, които създават телевизионния продукт – организатор, директор на продукция, асистент режисьор, режисьор на пулт, уредник на програма, редактор, отговорен редактор. През 1992 година заема длъжността Главен редактор и продуцент на детските програми на БНТ, която заема до 2011 г.
Първите си стъпки в телевизионната сценаристика той прави през 1979 година с детския сериал „Приказки за цветята“. След това през годините участва като автор в създаването на много известни телевизионни хитове като „Седем дни за вас, деца“, „Измислици-премислици“, „Телефеерия“, „Милион и едно желания“, „Лексикон“, „Яко“ и много други, които се радват на отлична популярност сред детската и семейната аудитория. През 1992 – 94 година завършва специализация по ТВ сценаристика, комедиография и продуцентство в CWA England и BBC Уелс. канен е като член на жури на най-престижни фестивали в цял свят.
Освен детски заглавия Румен Николов създава и много телевизионни произведения за възрастни. По негова идея и сценарий се осъществява шоуто на площад „Ал. Батемберг“ за посрещането на новия век 2000 г. То се излъчва на живо с публика на площада повече от 80000 души. Продуцент сценарист на популярния клип „На сираче хляб не се отказва“, на 32 клипа „Моята България 2000“ и „12 пожелания за новия век“. Музикалните филми „Песъчинка от света“ и „Друмища български“.
Румен Николов е създал известни филмови заглавия – носители на много награди от международни фестивали – „Мускетарят с маратонките“, „Някога-някъде“, „Монета във въздуха“, „Надникни“, „Мами“ и десетки други носители на много престижни международни награди. Филмът му „Серенада“ печели през 2009 г. най-престижната награда за детско кино в историята на БНТ – „Златен Кайро“ в конкуренция с повече от 280 филма.
Творческите му интереси са свързани и с театъра за деца. Създал е повече от 20 пиеси, които се играят в различни театри в България и в чужбина. Някои от тях са издадени в две книги –„Звън-звън“ – 10 приказни пиеси и „Цветни вълшебства – 5 тилилейско-приказни образователни пиеси“.
В творчеството си Румен Николов пише и много произведения за възрастни. Две книги със стихове –„Сънно кадифе“ и „Светла тъга“, голяма част от които са превърнати в песни от композиторите Стефан Димитров, Борис Чакъров, Росалин Наков, Иван Лечев, Руслан Карагьозов, Хайгашот Агасян и др.
Създава сценарии за игрални филми – „Само миг“, „Магия земна“, „Огън и вода“ както и мюзикъла –„Зеленият кон“, „Бродница“. Всъщност заглавието „Бродница“ също е филмов сценарий, който още чака своята реализация. Авторът решава да го превърне в роман през 2009, издаден от издателство ВББ през 2016 г. за да достигне като текст до хората и те да се насладят на светлата емоция, словесната игра и позитивизъм, които произведението носи.